# Kollegienkirche
La Kollegienkirche, o chiesa dell'Università, è un luogo di culto della città di Salisburgo, in Austria.
Costituisce uno dei più significativi esempi del barocco austriaco.

## Storia e descrizione

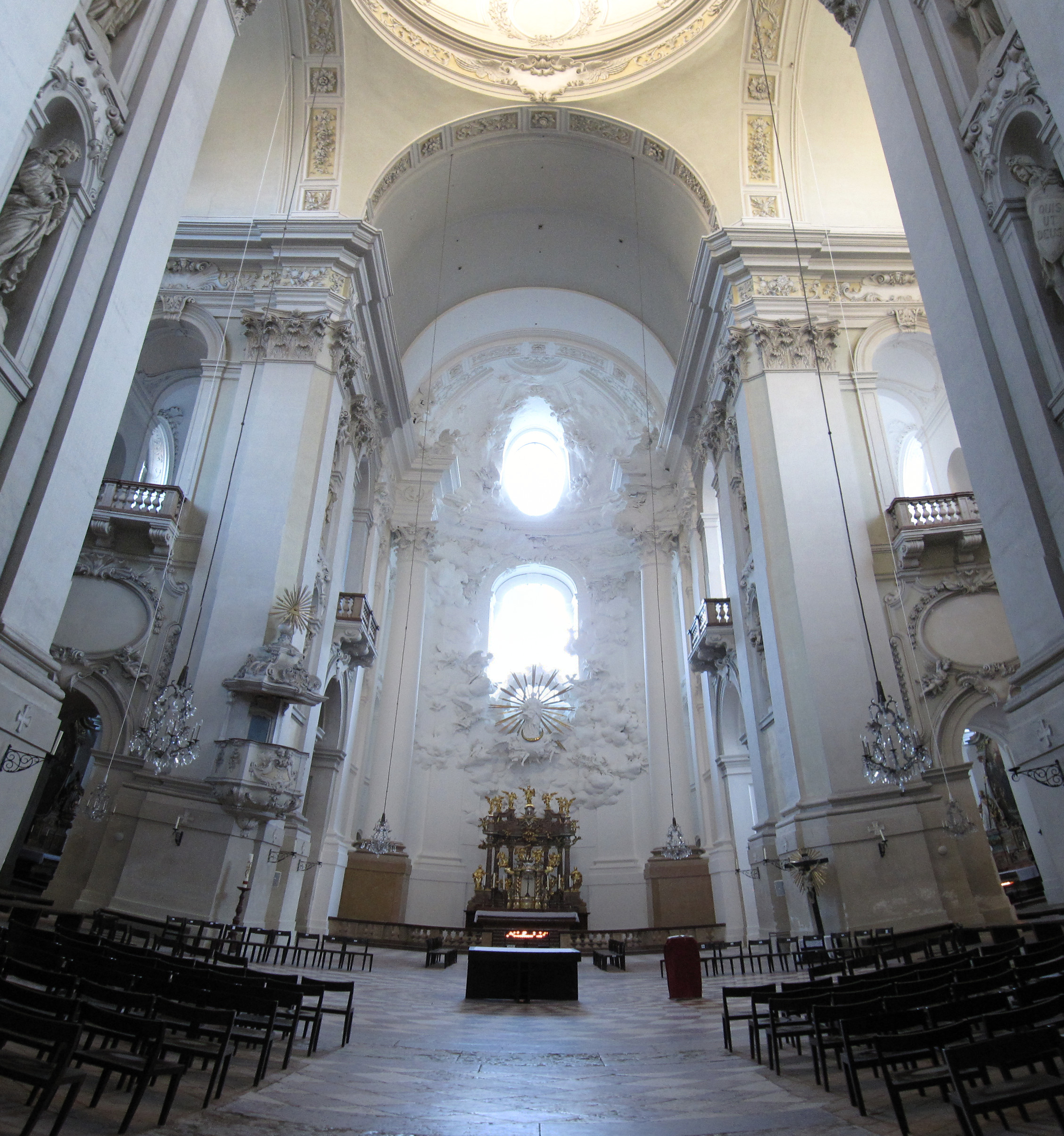
Interno

La chiesa venne eretta a servizio dell'Università di Salisburgo per volere del principe-vescovo Paride Lodron. Il progetto venne affidato a Johann Bernhard Fischer von Erlach e se ne intraprese la costruzione nel 1694. Nel 1707 la chiesa, completata, venne consacrata e dedicata a Nostra Signora.
Nel secolo successivo, durante l'invasione di Napoleone Bonaparte, la chiesa fu trasformata in fienile; poi venne utilizzata come scuola secondaria e cappella militare. Nei primi decenni del XX secolo divenne sede della première di Hugo von Hofmannsthal. Negli anni sessanta riacquistò l'originaria funzione.
Dal punto di vista architettonico l'edificio presenta una fusione tra i temi del Barocco italiano e quelli Rococò (in particolare per il calligrafismo degli stucchi rende).
Presenta una scenografica facciata convessa stretta fra due torri gemelle e sormontata dalla retrostante cupola.
L'interno, preceduto da un atrio ellittico, è a pianta centrale e cappelle laterali, ha la cupola ornata da stucchi di Diego Francesco Carlone e Paolo d'Allio. Su progetto di Fischer von Erlach è anche la Gloria di Angeli e nuvole, nell'abside.

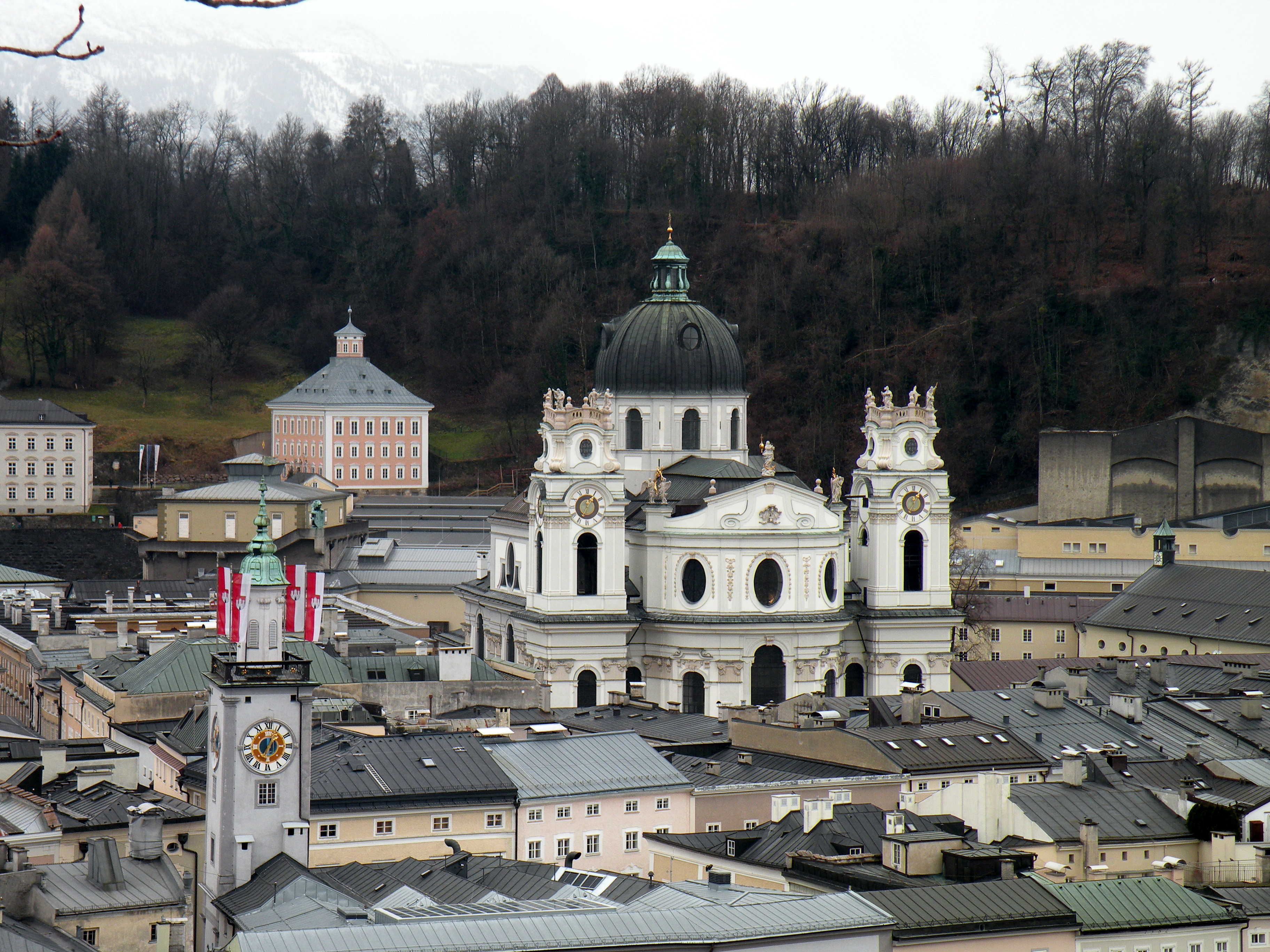
Veduta